# Swan Songs
Swan Songs – pierwszy album grupy Hollywood Undead. Album został wydany 2 września 2008 roku. Piosenka "Everywhere I Go" została pierwszym wydanym singlem, była to piosenka dostępna online do pobrania tylko przez iTunes. Kapela wydała 4 klipy muzyczne dla piosenek "No.5", "Undead", "Young" i "Everywhere I Go". Jeżeli album został zamówiony przez sklep Amazon.com lub w innych określonych sklepach wtedy album zawierał bonusowe piosenki oraz opcje odblokowania klipów muzycznych. Swan Songs jest jedynym albumem studyjnym w którym występuje wokalista Deuce wykluczając album Desperate Measures, który był albumem koncertowym. Album występuje w dwóch wersjach, wersja ocenzurowana oraz wersja nieocenzurowana.

## Przegląd
Album pierwotnie miał zostać wydany przez wytwórnie MySpace Records w 2007, lecz z powodu wytwórni która chciała usunąć niektóre piosenki z albumu a inne ocenzurować kapela zamieniła wytwórnie na A&M Octone która nie chciała cenzurować żadnych piosenek. Album osiągnął 22 pozycje na liście Billboard 200 oraz sprzedał się w 21 000 kopiach w pierwszym tygodniu. Album Swan Songs z dwoma bonusowymi piosenkami został wydany przez wytwórnie Polydor 18 Maja 2008 na terenie Wielkiej Brytanii. Po 64 tygodniach wypadł z listy Billboard Top 200 powrócił on na tę listę z powrotem 4 tygodnie później na pozycje 154. W 2009 album osiągnął status złotej. 18 stycznia 2013 album zyskał status platyny.
Piosenka pt. "Undead" pojawiła się w grach UFC Undisputed 2009 oraz Madden NFL 09.. Piosenka "Young" występuje w grze Rock Band 2 jako DLC. Według e-maila który był rozsyłany do fanów z oficjalnej strony Hollywood Undead 4 Kwietnia 2011, album został wydany ponownie na iTunes jako edycja kolekcjonerska, ta edycja zawiera wszystkie piosenki z albumu Swan Songs oraz EP-ki Swan Songs B-Sides EP, Swan Songs Rarities EP oraz Black Dahlia Remixes EP.

## Lista utworów
| 1.  | "Undead"                                        | 4:25    |
|     |                                                 |         |
| 2.  | "Sell Your Soul"                                | 3:14    |
|     |                                                 |         |
| 3.  | "Everywhere I Go"                               | 3:30    |
|     |                                                 |         |
| 4.  | "No Other Place"                                | 3:16    |
|     |                                                 |         |
| 5.  | "No.5"                                          | 3:05    |
|     |                                                 |         |
| 6.  | "Young"                                         | 3:16    |
|     |                                                 |         |
| 7.  | "Black Dahlia"                                  | 3:46    |
|     |                                                 |         |
| 8.  | "This Love, This Hate"                          | 3:57    |
|     |                                                 |         |
| 9.  | "Bottle and a Gun"                              | 3:22    |
|     |                                                 |         |
| 10. | "California"                                    | 3:17    |
|     |                                                 |         |
| 11. | "City"                                          | 3:34    |
|     |                                                 |         |
| 12. | "The Diary"                                     | 4:35    |
|     |                                                 |         |
| 13. | "Pimpin'"                                       | 3:07    |
|     |                                                 |         |
| 14. | "Paradise Lost"                                 | 3:11    |
|     | Piosenki bonusowe w Japonii i UK                |         |
| 15. | "Pain"(*)                                       | 2:41    |
|     |                                                 |         |
| 16. | "Knife Called Lust"(*)                          | 2:59    |
|     | Edycja Kolekcjonerska                           |         |
| 18. | "Pain"(*)                                       | 2:41    |
|     |                                                 |         |
| 19. | "The Natives"(*)                                | 3:40    |
|     |                                                 |         |
| 20. | "Knife Called Lust"(*)                          | 2:59    |
|     |                                                 |         |
| 21. | "The Loss"(*)                                   | 3:15    |
|     |                                                 |         |
| 22. | "Bitches" (†)                                   | 3:30    |
|     |                                                 |         |
| 23. | "The Kids" (†)                                  | 3:01    |
|     |                                                 |         |
| 24. | "Circles" (†)                                   | 3:33    |
|     |                                                 |         |
| 25. | "Black Dahlia" (§) (Buffalo Bill Remix)         | 3:50    |
|     |                                                 |         |
| 26. | "Black Dahlia" (§) (Lo Fidelity Allstars Remix) | 4:32    |
|     |                                                 |         |
| 27. | "Black Dahlia" (§) (The Pharmacy Remix)         | 3:46    |
|     |                                                 |         |
|     |                                                 | 1:30:02 |
|     |                                                 |         |
• * oznacza piosenkę z Swan Songs B-Sides EP  • † oznacza piosenkę z Swan Songs Rarities EP  • § oznacza piosenkę z Black Dahlia Remixes
Długość albumu bez edycji kolekcjonerskiej i piosenek bonusowych: 49:35

## Pozycje na listach
| Lista (2008)              | Pozycja |
| ------------------------- | ------- |
| UK Albums Chart           | 85      |
| US Billboard 200          | 22      |
| US Top Alternative Albums | 5       |
| US Top Digital Albums     | 22      |
| US Top Hard Rock Albums   | 3       |
| US Top Rock Albums        | 8       |

| Lista (2011)          | Pozycja |
| --------------------- | ------- |
| US Top Catalog Albums | 13      |

## Historia wydań
| Region            | Data             | Wytwórnia     | Format                     | Nr. katalogowy | Ref    |
| ----------------- | ---------------- | ------------- | -------------------------- | -------------- | ------ |
| Stany Zjednoczone | 2 Września, 2008 | A&M/Octone    | CD, Dystrybucja cyfrowa    | 001133102      | [ 10 ] |
| Stany Zjednoczone | 2 Września, 2008 | A&M/Octone    | CD z piosenkami bonusowymi | 001199002      | [ 11 ] |
| Japonia           | 6 maja 2009      | A&M/Octone    | CD, Dystrybucja cyfrowa    | B001133102     | [ 12 ] |
| Unia Europejska   | 18 maja 2009     | Polydor Group | CD, Dystrybucja cyfrowa    | B002436WEE     | [ 13 ] |
| Niemcy            | 31 lipca 2009    | A&M/Octone    | CD, Dystrybucja cyfrowa    |                |        |